# Zosterops uropygialis
El anteojitos de la Pequeña Kai (Zosterops uropygialis) es una especie de ave paseriforme en la familia Zosteropidae.

## Distribución geográfica y hábitat
Es endémica de Pequeña Kai y Dulah (islas Kai).
Sus hábitats naturales son las bosques tropicales o subtropicales húmedos.

## Estado de conservación
Se encuentra amenazada por la pérdida de su hábitat natural.